# Рахина, Валентина Ивановна
Рахина Валентина Ивановна (9 июня 1932 года, Ленинград, СССР — 2013 года, Санкт-Петербург, Россия) — советская и российская художница, живописец, педагог, член Санкт-Петербургского Союза художников (до 1992 года — Ленинградской организации Союза художников РСФСР).

## Биография
В 1948—1953 годах занималась в Средней художественной школе при Ленинградском институте живописи, скульптуры и архитектуры имени И. Е. Репина.
В 1953 году поступила на первый курс института, занималась у А. Д. Зайцева, В. В. Соколова, Л. В. Худякова. Окончила институт в 1959 году по мастерской Б. В. Иогансона с присвоением звания художника живописи. Дипломная работа — картина «Белые ночи».
В 1960 году была принята в члены Ленинградского Союза художников.
В 1961—1968 годах преподавала живопись в Ленинградском Высшем художественно-промышленном училище имени В. И. Мухиной. В 1970—1980 годы совершила творческие поездки на Алтай, в Крым, Карелию, Кострому, Псковскую область, посетила Францию, Италию, Сирию, Ливан, Англию, Голландию.
С 1959 года участвовала в выставках, экспонируя свои работы вместе с произведениями ведущих мастеров изобразительного искусства Ленинграда. Работала преимущественно в жанре пейзажа, натюрморта, интерьера. Вместе с мужем художником Германом Егошиным участвовала в выставке одиннадцати ленинградских художников 1972 года. Среди произведений, созданных Рахиной, картины «Сирень. Натюрморт» (1959), «Веранда», «Лебяжья канавка» (обе 1960), «Утро», «Клайпеда» (обе 1961), «Канал Грибоедова», «Натюрморт. Кофейник» (обе 1964), «Сирия. Малюля» (1968), «У окна», «Кувшины на красном столе» (обе 1969), «Печоры» (1970), «Деревенский натюрморт» (1971), «Балкон. Плоды шиповника», «Кактусы и лимоны», «Каллы», «Хризантемы» (все 1972), «Зимнее окно» (1973), «Интерьер», «Цветы и аквариум» (обе 1975), «Пионы» (1976), «Зимний канал», «Пионы и зелёный диван» (обе 1978), «Интерьер мастерской Я. Крестовского» (1979), «Владимирская площадь. Сирень», «Осень. Хризантемы», «Кикины палаты. Цикламены» (все 1980), «В Крыму» (1982), «Интерьер в мастерской», «Колючки на красном фоне» (обе 1988) и другие. Персональная выставка Валентины Рахиной состоялась в 1985 году в залах Ленинградского Союза художников.
Произведения Рахиной находятся в музеях и частных собраниях в России, США, Японии, Бельгии, Швейцарии, Франции и других странах.
Валентина Рахина была участницей ленинградской группы художников «Одиннадцать». Группа наиболее ярких представителей «левого ЛОСХа» объединилась для участия в двух выставках, в 1972 и в 1976 году. Выставки прошли в выставочном зале Союза Художников России на Охте. В группу входили также Герман Егошин, Завен Аршакуни, Валерий Ватенин, Виталий Тюленев, Ярослав Крестовский, Борис Шаманов, Валентина Рахина, Евгения Антипова, Леонид Ткаченко, скульптор Константин Симун, художников поддерживал также искусствовед Л. В. Мочалов.
Персональная выставка прошла в апреле 2022 года в Музее искусств Санкт-Петербурга.

## Выставки
- 1960 — Ленинград: Выставка произведений ленинградских художников 1960 года.
- 1960 — Ленинград: Выставка произведений ленинградских художников.
- 1961 — Ленинград: Выставка произведений ленинградских художников 1961 года.
- 1971 — Ленинград: Осенняя выставка произведений ленинградских художников 1971 года.
- 1974 — Ленинград: Весенняя выставка произведений ленинградских художников.
- 1975 — Ленинград: Наш современник. Зональная выставка произведений ленинградских художников.
- 1977 — Ленинград: Выставка произведений ленинградских художников, посвящённая 60-летию Великого Октября.
- 1980 — Ленинград: Зональная выставка произведений ленинградских художников.
- 1997 — Петербург: Связь времён. 1932—1997. Художники — члены Санкт-Петербургского Союза художников России .